# ラ・フィエスタ・サン・ロケ・ショッピングプラザ

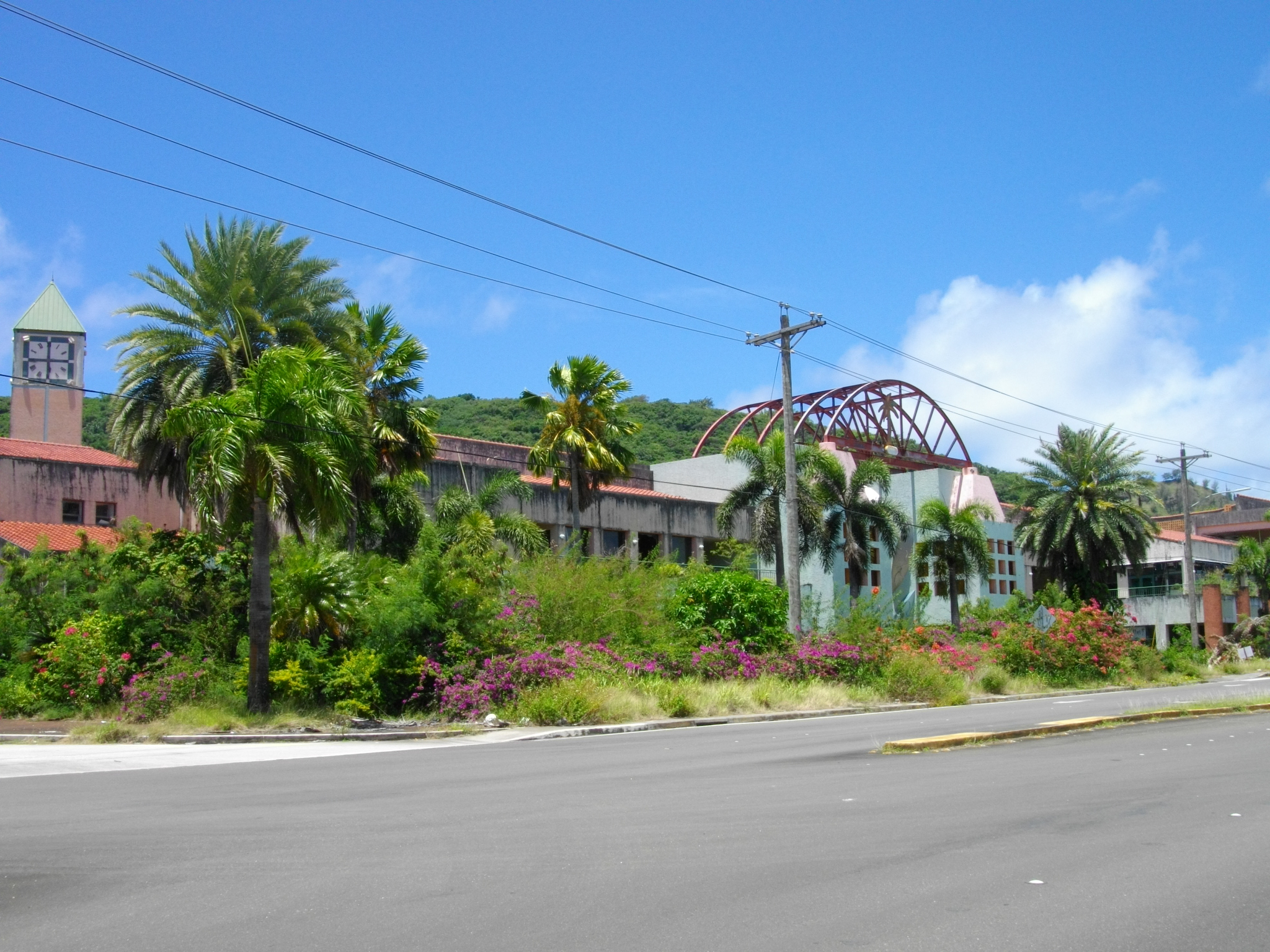
ラ・フィエスタ・サン・ロケ・ショッピングプラザの遺構（2011年5月撮影）

ラ・フィエスタ・サン・ロケ・ショッピングプラザ（La Fiesta San Roque Shopping Plaza）は、かつてアメリカ合衆国北マリアナ諸島サイパン島にあったショッピングセンター。

## 概要
1992年12月にオープンした施設で、ホテル・ニッコー・サイパンの向かい側に位置し、「南カリフォルニア」をイメージして建てられた。各所に噴水や植樹がなされ、「トロピカル」な雰囲気を醸し出していた。
ロエベ、クリスチャン・ディオール、スウォッチなどの有名ブランドの直営店が軒を連ね、その他アメリカ雑貨や民芸品の店もあった。飲食店も和・洋・中・その他が一通り揃っていた。
遊戯施設としてはナムコ直営のゲームセンター「Cyber Station」があり、同社開発のゲームが揃っていた。「パウパウ・ファミリー」という公式マスコットキャラクターもおり、キャラクターグッズも売られていた。また、島内各ホテルに停まるシャトルバスも運行しており、利便性もあった。運賃は往復3ドルであった。
しかし、景気低迷やリゾート目的の渡航先の多様化のためにサイパンへの渡航者が減ったことを受けて2005年に日本航空がサイパン便を運休し、これにより急激に収益が悪化し、翌2006年に閉鎖され、2019年現在も廃墟状態で放置されている。